# Bressanone
Bressanone (niem. Brixen, łac. Bressanon, lad. Persenon lub Porsenù) – miejscowość i gmina we Włoszech, w regionie Trydent-Górna Adyga, w prowincji Bolzano, położone nad ujściem rzeki Rienz (Rienza) do Eisack (Isarco). Leży w historycznym Tyrolu Południowym.

## Historia
Po raz pierwszy zostało wspomniane w 901 jako Brixen. Biskupstwo zostało przeniesione do Brixen z Seben przez św. Albuina (zm. 1006). W 1039 biskup Brixen, Poppo, został przez cesarza Henryka III uczyniony papieżem, którym był tylko 23 dni.
W XI w. Brixen zostało stolicą kościelnego księstwa, walczącego z sąsiadem – hrabstwem Tyrolu. W 1115 postawiono kamienne wały miejskie. Za panowania w Tyrolu Otto III ustalono granicę z biskupstwem na rzekach Adyga i Avisio.
Biskupstwo zostało zsekularyzowane w 1803 i przyłączone do Austrii.
Na wsi, niedaleko Brixen, urodziła się babka papieża Benedykta XVI (Maria Tauber-Peintner, ur. 29 czerwca 1855), która później przeniosła się do Mühlbach, w gminie niemieckiej Kiefersfelden. Przyszedł tutaj na świat zbrodniarz wojenny Josef Schwammberger, oberscharführer SS, komendant obozów w Rozwadowie i Mielcu oraz getta w Przemyślu. Urodził się tu również włoski himalaista Reinhold Messner.

## Demografia
Liczba mieszkańców gminy wynosiła 20 512 (dane z roku 2009). Język niemiecki jest językiem ojczystym dla 73,13%, włoski dla 25,65%, a ladyński dla 1,23% mieszkańców (2001).

## Linki zewnętrzne

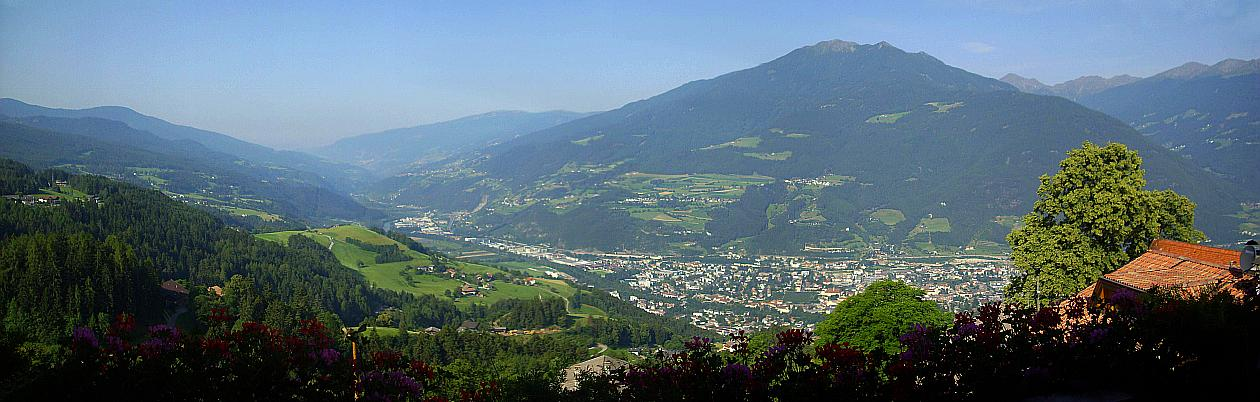
Widok na miejscowość Bressanone i dolinę Isarco

## Miasta partnerskie
- Ratyzbona, Niemcy
- Bled, Słowenia